# Kreis Tiszaújváros
Der Kreis Tiszaújváros (ungarisch Tiszaújvárosi járás) ist ein Kreis im Südosten des Komitats Borsod-Abaúj-Zemplén in Nordost-Ungarn. Er grenzt im Nordosten an das Komitat Szabolcs-Szatmár-Bereg und im Osten an das Komitat Hajdú-Bihar. Durch die Verwaltungsreform 2013 blieb die Anzahl der Gemeinden konstant. Allerdings gab das Kleingebiet Tiszaújváros (ungarisch Tiszaújvárosi kistérség) die Gemeinde Hejőpapi an den Kreis Mezőcsát ab. Dafür erhielt der Kreis die Gemeinde Muhi aus dem Kleingebiet Miskolc. Dieser Gebietsaustausch brachte einen Gebietsverlust für den Kreis Tiszaújváros von 713 Einwohnern.

Der Kreis hat eine durchschnittliche Gemeindegröße von 1.919 Einwohnern auf einer Fläche von 15,55 Quadratkilometern. Die Bevölkerungsdichte des zweitkleinsten Kreises liegt über der des Komitats. Verwaltungssitz ist die einzige Stadt Tiszaújváros.

## Gemeindeübersicht
| Gemeinde           | Status   | Herkunft Kleingebiet | Einwohnerzahl | Einwohnerzahl | Einwohnerzahl | Fläche     | Bevölkerungs- dichte (Ew./km²) |
| Gemeinde           | Status   | Herkunft Kleingebiet | 01.10.2011    | 01.01.2013    | 01.01.2016    | 01.01.2016 | Bevölkerungs- dichte (Ew./km²) |
| ------------------ | -------- | -------------------- | ------------- | ------------- | ------------- | ---------- | ------------------------------ |
| Girincs            | Gemeinde | Tiszaújváros         | 961           | 899           | 863           | 11,20      | 77,1                           |
| Hejőbába           | Gemeinde | Tiszaújváros         | 1.919         | 1.913         | 1.910         | 18,72      | 102,0                          |
| Hejőkeresztúr      | Gemeinde | Tiszaújváros         | 1.028         | 1.053         | 1.020         | 10,28      | 99,2                           |
| Hejőkürt           | Gemeinde | Tiszaújváros         | 301           | 287           | 274           | 14,91      | 18,4                           |
| Hejőszalonta       | Gemeinde | Tiszaújváros         | 857           | 821           | 844           | 10,97      | 76,9                           |
| Kesznyéten         | Gemeinde | Tiszaújváros         | 1.863         | 1.845         | 1.756         | 36,41      | 48,2                           |
| Kiscsécs           | Gemeinde | Tiszaújváros         | 195           | 217           | 201           | 4,13       | 48,7                           |
| Muhi               | Gemeinde | Miskolc              | 500           | 483           | 443           | 9,62       | 46,0                           |
| Nagycsécs          | Gemeinde | Tiszaújváros         | 804           | 808           | 811           | 9,83       | 82,5                           |
| Nemesbikk          | Gemeinde | Tiszaújváros         | 989           | 981           | 929           | 24,10      | 38,5                           |
| Oszlár             | Gemeinde | Tiszaújváros         | 387           | 360           | 337           | 5,71       | 59,0                           |
| Sajóörös           | Gemeinde | Tiszaújváros         | 1.337         | 1.304         | 1.282         | 8,44       | 151,9                          |
| Sajószöged         | Gemeinde | Tiszaújváros         | 2.274         | 2.232         | 2.200         | 13,62      | 161,5                          |
| Szakáld            | Gemeinde | Tiszaújváros         | 455           | 483           | 458           | 11,40      | 40,2                           |
| Tiszapalkonya      | Gemeinde | Tiszaújváros         | 1.472         | 1.461         | 1.417         | 13,49      | 105,0                          |
| Tiszaújváros       | Stadt    | Tiszaújváros         | 16.500        | 16.654        | 15.954        | 46,04      | 346,5                          |
| Kreis Tiszaújváros |          |                      | 31.842        | 31.801        | 30.699        | 248,87     | 123,4                          |